# Taxe de pavage

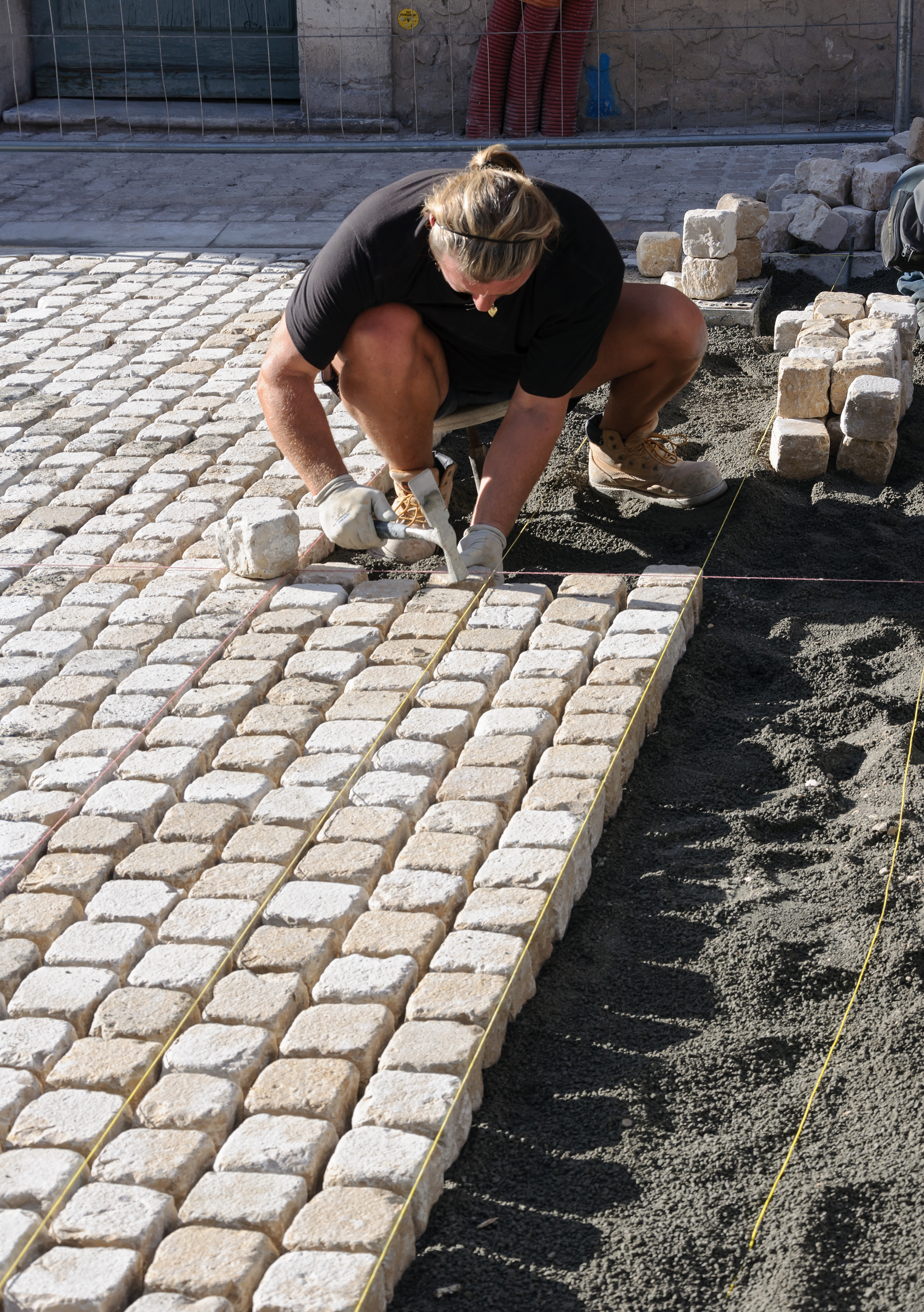
Pavage d'une voie.

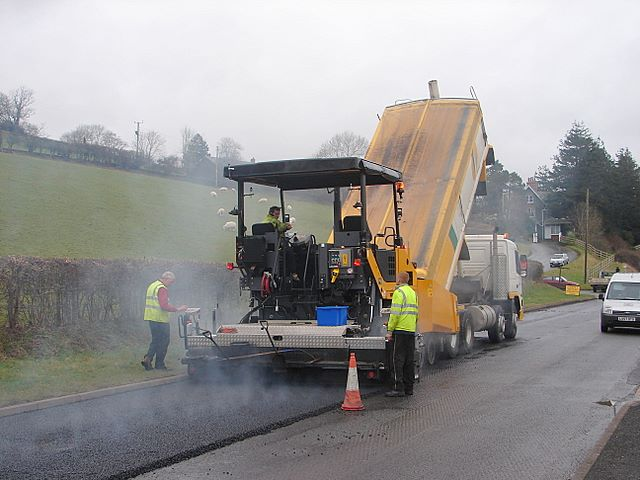
Goudronnage d'une voie.

La taxe de pavage est un impôt indirect facultatif français établi pour couvrir les frais de pavage et de goudronnage des rues municipales. La taxe a été créée sous le Premier Empire et supprimée en 2012.

## Caractéristiques
Sous le Directoire, la loi du II frimaire de l'an VII (22 novembre 1798) avait mis à la charge des villes l'entretien des rues qui ne faisaient pas partie des « grandes routes ». L'exécution de cette loi souleva la question de savoir si le législateur avait voulu abolir l'usage existant dans certaines localités de faire payer le pavage par les propriétaires des maisons. 
L'avis du Conseil d'État du 25 mars 1807, légalise cet usage ancien. La taxe met alors à la charge des propriétaires riverains d'une rue une partie des frais de pavage à condition que l'usage de cette voie soit antérieur à la loi du II frimaire de l'an VII (22 novembre 1798), loi qui avait mis ces frais à la charge des communes . 
La taxe est régie par les articles 2333-62 et 2333-63 du code général des collectivités territoriales.
L'assiette de la taxe est constituée par le montant des frais de pavage. La taxe est perçue par l'État au profit des communes. Le conseil municipal ayant à sa charge de fixer le tarif.
30 communes utilisaient cette taxe qui rapportait 0,7 million d'euros par an  au niveau national,.
La suppression de la taxe a été abordée lors des 2e Assises de la simplification lancées par le ministère de l'Économie en avril 2011. Sa suppression intervient un an plus tard avec l'amendement des députés Charles de Courson, Nicolas Perruchot et Philippe Vigier dans le projet de loi de finances rectificative pour 2012.